# Amyntaio
Amyntaio (græsk: Αμύνταιο , bulgarsk / makedonsk: Суровичево, Сорович), kendt før 1928 som Sorovich (græsk: Σόροβιτς), er en by og kommune i den regionale enhed Florina i periferien Vestmakedonien i Grækenland. Befolkningen i selve Amyntaio er 4.306, mens befolkningen i hele kommunen er 16.973 (2011). Byen er opkaldt efter den gamle konge af Makedonien og bedstefar til Alexander den Store, Amyntas 3.

## Arkæologiske udgravninger
Den 4. marts 2007 fandt man i to vigtige udgravninger omkring fire søer, en neolitisk og en jernalderboplads fra en ukendt civilisation der varede fra 6000 f.Kr. til 60 f.Kr. i Amyntaio-distriktet i Florina.
Et 7.300 år gammelt hjem med trægulv, rester af madforsyninger og brombærfrø er blandt fundene i en neolitisk bosættelse nær søerne Vegoritida, Petres, Heimatitida og Zazari. Beklædningsgenstande, damemode og begravelsesskikke i det nordlige Eordaia for 3.000 år siden kommer frem i lyset blandt de hundredvis af begravelsesoffer i en glemt nekropolis, der stammer fra jernalderen i det vestlige Makedonien.
Mere end 100 år efter udgravningen ved Agios Panteleimonas i Amyntaio i Florina-præfekturet – kendt i bibliografien som Pateli Necropolis – af det russiske arkæologiske institut i Istanbul, har en systematisk undersøgelse af 12 grave af det 17. Antiquities Ephorate fundet i alt 358 grave fra mellem 950 f.Kr. og 550 f.Kr. Selvom den første opdagelse i 1898 af 376 grave gav mange fund, har Istanbul Museum fundet flere hundrede grave i nekropolisen mellem søerne Heimatitida og Petres.
I sommeren 2017 blev resterne af en bemærkelsesværdig romersk villa opdaget.

## Kommune
Kommunen Amyntaio blev dannet ved kommunalreformen i 2011 ved sammenlægning af følgende 6 tidligere kommuner, der blev til kommunale enheder: 
- Aetos
- Amyntaio
- Filotas
- Lechovo
- Nymfaio
- Variko

Kommunen har et areal på 589.4 km 2, den kommunale enhed 249.9 km2.